# Liste der Mitglieder des Sekretariats des ZK der SED
Die Liste der Mitglieder des Sekretariats des ZK der SED gibt einen Überblick über die Sekretäre und ihre Aufgabenbereiche. ZK-Sekretäre waren gegenüber den staatlichen Ministern weisungsbefugt.

## Januar 1949
gewählt auf der 16. Tagung des Parteivorstandes
- Edith Baumann
- Franz Dahlem
- Fred Oelßner (Wissenschaften / Propaganda)
- Paul Wessel (bis Februar 1950)
- Walter Ulbricht (Wirtschaftspolitik / Kaderfragen / Kirchen / Sicherheitsfragen / Staats- u. Rechtsfragen)
- Alexander Abusch (März 1950)

## Juli 1950
gewählt auf dem III. Parteitag der SED
- Hermann Axen (Massenagitation)
- Edith Baumann
- Franz Dahlem (Westabteilung, bis 14. Mai 1953)
- Adalbert Hengst (1952 bis 14. Juli 1953)
- Hans Lauter (Volksbildung / Kultur, bis 14. Mai 1953)
- Fred Oelßner (Wissenschaften / Propaganda)
- Karl Schirdewan (Leitende PO / Kaderfragen / Jugend, seit Dezember 1952)
- Otto Schön (Leitende PO, bis Dezember 1952)
- Willi Stoph (Wirtschaftspolitik)
- Walter Ulbricht (Generalsekretär / Kaderfragen / Internationale Verbindungen / Kirchen / Sicherheitsfragen / Staats- u. Rechtsfragen)
- Paul Verner
- Kurt Vieweg
- Herbert Warnke

## Juli 1953
gewählt auf dem 15. Plenum des ZK
- Erich Mückenberger (Landwirtschaft)
- Fred Oelßner (Wissenschaften / Propaganda / Agitation)
- Karl Schirdewan (Leitende PO / Jugend)
- Walter Ulbricht (Erster Sekretär / Kaderfragen / Internationale Verbindungen / Kirchen / Sicherheitsfragen / Staats- u. Rechtsfragen)
- Paul Wandel (Kultur / Erziehung)
- Gerhart Ziller (Wirtschaft)

## April 1954
gewählt auf dem IV. Parteitag
- Paul Fröhlich (seit 6. Februar 1958)
- Gerhard Grüneberg (seit 6. Februar 1958)
- Kurt Hager (seit 15. April 1955)
- Erich Honecker (seit 6. Februar 1958) (Sicherheitsfragen / Kaderfragen / Leitende PO)
- Erich Mückenberger (Landwirtschaft)
- Alfred Neumann (seit 1. Februar 1957)
- Albert Norden (seit 15. April 1955)
- Fred Oelßner (bis November 1955)
- Karl Schirdewan (Leitende PO / Kaderfragen / Jugend, bis 6. Februar 1958)
- Paul Verner (seit 6. Februar 1958)
- Walter Ulbricht (Erster Sekretär)
- Paul Wandel (bis 19. Oktober 1957)
- Gerhart Ziller (verstorben am 14. Dezember 1957)

## Juli 1958
gewählt auf dem V. Parteitag
- Erich Apel (Wirtschaft, 4. Juli 1961 bis 28. Juni 1962)
- Edith Baumann (ab November 1961)
- Gerhard Grüneberg (Landwirtschaft / Staats- u. Rechtsfragen)
- Kurt Hager (Kultur und Wissenschaft)
- Erich Honecker (Sicherheitsfragen / Kaderfragen / Leitende PO)
- Günter Mittag (Wirtschaft, seit 28. Juni 1962)
- Erich Mückenberger (Landwirtschaft, bis 1961)
- Alfred Neumann (Kaderfragen, bis 1961)
- Albert Norden (Agitation / Auslandsinformation)
- Walter Ulbricht (Erster Sekretär)
- Paul Verner (Berlin / Sport / Kirchen)

## Januar 1963
gewählt auf dem VI. Parteitag
- Hermann Axen (Internationale Verbindungen, seit 15. Februar 1966)
- Gerhard Grüneberg (Landwirtschaft / Staats- u. Rechtsfragen)
- Kurt Hager (Kultur und Wissenschaft)
- Erich Honecker (Sicherheitsfragen / Kaderfragen / Leitende PO)
- Werner Jarowinsky (Handel und Versorgung, seit 1. November 1963)
- Günter Mittag (Wirtschaft)
- Albert Norden (Agitation / Auslandsinformation)
- Walter Ulbricht (Erster Sekretär)
- Paul Verner (Berlin / Sport / Kirchen)

## April 1967
gewählt auf dem VII. Parteitag
- Hermann Axen (Internationale Verbindungen)
- Gerhard Grüneberg (Landwirtschaft / Staats- u. Rechtsfragen)
- Kurt Hager (Kultur und Wissenschaft)
- Erich Honecker (Sicherheitsfragen / Kaderfragen / Leitende PO / Erster Sekretär seit 3. Mai 1971)
- Werner Jarowinsky (Handel und Versorgung)
- Werner Lamberz (Agitation)
- Günter Mittag (Wirtschaft)
- Albert Norden (Befreundete Parteien / Auslandsinformation)
- Walter Ulbricht (Erster Sekretär bis 3. Mai 1971)
- Paul Verner (Berlin / Sport / Kirchen)

## Juni 1971
gewählt auf dem VIII. Parteitag
- Hermann Axen (Internationale Verbindungen)
- Horst Dohlus (Parteiorgane)
- Gerhard Grüneberg (Landwirtschaft)
- Kurt Hager (Kultur und Wissenschaft)
- Erich Honecker (Erster Sekretär / Sicherheitsfragen / Kaderfragen)
- Werner Jarowinsky (Handel und Versorgung)
- Werner Krolikowski (Wirtschaft, seit 2. Oktober 1973)
- Werner Lamberz (Agitation)
- Ingeburg Lange (seit 2. Oktober 1973)
- Günter Mittag (Wirtschaft, bis 2. Oktober 1973)
- Albert Norden (Befreundete Parteien / Auslandsinformation)
- Paul Verner (Finanzverwaltung und Parteibetriebe / Jugend und Sport / Staats- u. Rechtsfragen / Kirchen)

## Mai 1976
gewählt auf dem IX. Parteitag
- Hermann Axen (Internationale Verbindungen)
- Horst Dohlus (Parteiorgane)
- Gerhard Grüneberg (Landwirtschaft)
- Kurt Hager (Kultur und Wissenschaft)
- Joachim Herrmann (Befreundete Parteien / Agitation, ab 1978)
- Erich Honecker (Generalsekretär / Sicherheitsfragen / Kaderfragen)
- Werner Jarowinsky (Handel und Versorgung)
- Werner Krolikowski (Wirtschaft, bis Oktober 1976)
- Werner Lamberz (Agitation, verstorben am 6. März 1978)
- Ingeburg Lange (Frauen, ab 1978)
- Günter Mittag (Wirtschaft, ab November 1976)
- Albert Norden (Befreundete Parteien / Auslandsinformation, bis 1979)
- Paul Verner (Finanzverwaltung und Parteibetriebe / Jugend und Sport / Staats- u. Rechtsfragen / Kirchen)

## April 1981
gewählt auf dem X. Parteitag
- Hermann Axen (Internationale Verbindungen, Auslandsinformation, Internationale Politik und Wirtschaft, bis Mai 1984 und ab November 1985)
- Horst Dohlus (Parteiorgane)
- Werner Felfe (Landwirtschaft)
- Herbert Häber (Internationale Politik und Wirtschaft, ab Mai 1984 bis November 1985)
- Kurt Hager (Kultur und Wissenschaft)
- Joachim Herrmann (Agitation / Propaganda)
- Erich Honecker (Generalsekretär / Sicherheitsfragen / Kaderfragen)
- Werner Jarowinsky (Handel und Versorgung / Kirchen)
- Egon Krenz (Sicherheitsfragen / Jugend und Sport / Staats- u. Rechtsfragen, ab November 1983)
- Ingeburg Lange (Frauen)
- Günter Mittag (Wirtschaft)
- Konrad Naumann (Berlin, ab Mai 1984 bis November 1985)
- Paul Verner (Finanzverwaltung und Parteibetriebe / Jugend und Sport / Staats- u. Rechtsfragen / Kirchen, bis Mai 1984)

## April 1986
gewählt auf dem XI. Parteitag am 21. April 1986
- Erich Honecker (Generalsekretär / Kaderfragen)

Sekretäre mit Aufgabenbereich
- Hermann Axen (Internationale Verbindungen, Auslandsinformation, Internationale Politik und Wirtschaft)
- Horst Dohlus (Parteiorgane)
- Werner Felfe (Landwirtschaft, verstorben am 7. September 1988)
- Kurt Hager (Kultur und Wissenschaft)
- Joachim Herrmann (Agitation und Propaganda)
- Werner Jarowinsky (Handel, Versorgung und Außenhandel / Kirchen)
- Egon Krenz (Sicherheitsfragen / Jugend und Sport / Staats- u. Rechtsfragen)
- Werner Krolikowski (Landwirtschaft, ab Dezember 1988)
- Günter Mittag (Wirtschaft)
- Ingeburg Lange (Frauen)
- Günter Schabowski (Berlin)

## November 1989
gewählt auf dem 10. Plenum des ZK am 8. November 1989
- Johannes Chemnitzer (Landwirtschaft, bis 10. November 1989)
- Wolfgang Herger (Sicherheitsfragen / Staats- u. Rechtsfragen)
- Egon Krenz (Generalsekretär / Jugend und Sport)
- Ingeburg Lange (Frauen, bis 10. November 1989)
- Siegfried Lorenz (Parteiorgane)
- Wolfgang Rauchfuß (Wirtschaft)
- Günter Schabowski (Agitation)
- Günter Sieber (Internationale Politik und Wirtschaft / Internationale Verbindungen)
- Helmut Semmelmann (Landwirtschaft, ab 10. November 1989)
- Hans-Joachim Willerding (Auslandsinformation)

Außerdem nahmen Klaus Höpcke (Leiter der Kulturkommission beim Politbüro) und Gregor Schirmer (Leiter der Kommission für Wissenschaft und Bildung beim Politbüro) als ständige Gäste an allen Sitzungen des Sekretariats teil. Sie traten somit de facto die Nachfolge des Aufgabenbereiches von Kurt Hager an. Eine direkte Wahl zu ZK-Sekretären war nicht möglich, da weder Höpcke noch Schirmer ZK-Kandidaten oder -Mitglieder waren und eine komplette Kooptation ins ZK außerhalb der Parteitage vom Statut der SED nicht vorgesehen war.